# Lühmannsdorf
Lühmannsdorf er en by og kommune i det nordøstlige Tyskland, beliggende i Amt Züssow i den nordlige del af Landkreis Vorpommern-Greifswald. Landkreis Vorpommern-Greifswald ligger i delstaten Mecklenburg-Vorpommern.

## Geografi
Lühmannsdorf er beliggende 22 km nord for Anklam, 10,5 kilometer sydvest for Wolgast, 20 kilometer sydøst for Greifswald, 7 kilometer øst for amtssædet Züssow og 17,5 kilometer øst for byen Gützkow. Mod nord og nordøst ligger store skovområder langs kommunegrænsen.
Det højeste punkt i kommunen er beliggende vest for Brüssow og er 54 moh., mens resten af området ligger mellem 30 und 40 moh.
I kommunen ligger ud over Lühmannsdorf, landsbyerne:
- Brüssow
- Giesekenhagen
- Jagdkrug

### Nabokommuner
Nabokommuner er Katzow mod nord, byen Wolgast mod øst, Karlsburg mod syd og Wrangelsburg mod vest.

## Eksterne kilder og henvisninger
- Wikimedia Commons har flere filer relateret til Lühmannsdorf

- Kommunens side  Arkiveret 8. august 2017 hos  Wayback Machine på amtets websted